# 鶏卵素麺
鶏卵素麺（けいらんそうめん）は、ポルトガルから肥前国の平戸に伝来した南蛮菓子の一つ。
氷砂糖の飽和水溶液を沸騰させて作った蜜の中に卵黄を細く流し入れて素麺状に固め、取り出して冷ましてから切り揃えた菓子である。
平戸藩の御留菓子などを記した『百菓之図』にもあるように玉子素麺（たまごそうめん）と呼ばれていた。ポルトガル語ではフィオス・デ・オヴォス（fios de ovos、卵の糸）と呼ばれる菓子であり、現地ではそのまま食べるだけでなく、ケーキのデコレーションとして用いる事も多い。例えば、ポルトガルの「ヤツメウナギの卵」（lampreia de ovos）というケーキには、主要な材料としてフィオス・デ・オヴォスが大量に用いられる。
現在では福岡県福岡市の松屋、大阪市の鶴屋八幡や高岡福信、京都市の鶴屋鶴寿庵などの老舗店で作られている。同じく南蛮菓子であるカステラやカスドースをさらに甘くしたような味で、極めて甘い。

## 歴史
日本へは安土桃山時代に、南蛮貿易のためにポルトガル人商人が出入りしていた肥前国の平戸に伝来したものが元祖である。
一般的にも古い菓子とされ、江戸時代初期に刊行された『料理物語』菓子の部にも「玉子素麺」として製法が記載されている。
江戸時代、博多の松屋利右衛門は、貿易商だった大賀宗九とともに平戸を訪れた際、中国人の鄭から製法を伝授されたと言われている。初代利右衛門は1673年に博多に戻って販売を開始し、延宝年間に福岡藩主の黒田光之に鶏卵素麺を献上して御用菓子商となったという。1957年に十一代利右衛門が松屋菓子舗の商号で法人化し、同社が製造する鶏卵素麺は、日本三大銘菓の一つに挙げられることもあった。
松屋菓子舗は売り上げの減少により2012年11月に自己破産した。2013年に鹿児島の和菓子メーカー・薩摩蒸気屋が松屋菓子舗の工場を買収して生産を再開した一方、十三代利右衛門が「松屋利右衛門」の屋号で別に生産を再開している。

## 製法
作る際は、砂糖を煮ている鍋の中に、底に穴のあいたステンレスの器具から卵黄を回しながら注ぐ。菜箸としゃもじを使って形を整えながら引き上げ、完成とする。美しく作るには熟練を要するが、見栄えやコストを問わなければ家庭でも作る事ができる。海外では切り揃えずに巻いてまとめたり、廉価な製品は（ソース焼きそばのように）雑な形でフードパックに詰めて販売したりする場合も多い。
なお、福岡市の和菓子である石村萬盛堂の鶴乃子は、鶏卵素麺を作る際に余る卵白を見て、利用しようと発案されたという。同店は現在も鶏卵素麺を製造販売している。

## 各国の鶏卵素麺
ポルトガルのフィオス・デ・オヴォスは、植民地であったブラジルやマカオにも伝えられて作られている。
隣国スペインやその植民地であったメキシコにも伝わり、スペイン語で「紡いだ卵」を意味するウエボ・イラド（huevo hilado）と呼ばれる。
また、フィオス・デ・オヴォスは日本人・ポルトガル人・ベンガル人の混血である平戸出自の宮廷料理人マリー・ギマルドによって、アユタヤ朝時代のタイにも伝えられた。タイではフォーイ・トーン（ฝอยทอง、金の糸）という名で知られ、現在も銘菓として親しまれているが、タイでは鶏卵よりも濃い黄金色が出せることからアヒルの卵が好まれ、ジャスミンやニオイタコノキで香りを付けたシロップで調理する。
フォーイ・トーンは、カンボジアではワウィーという名で知られている。

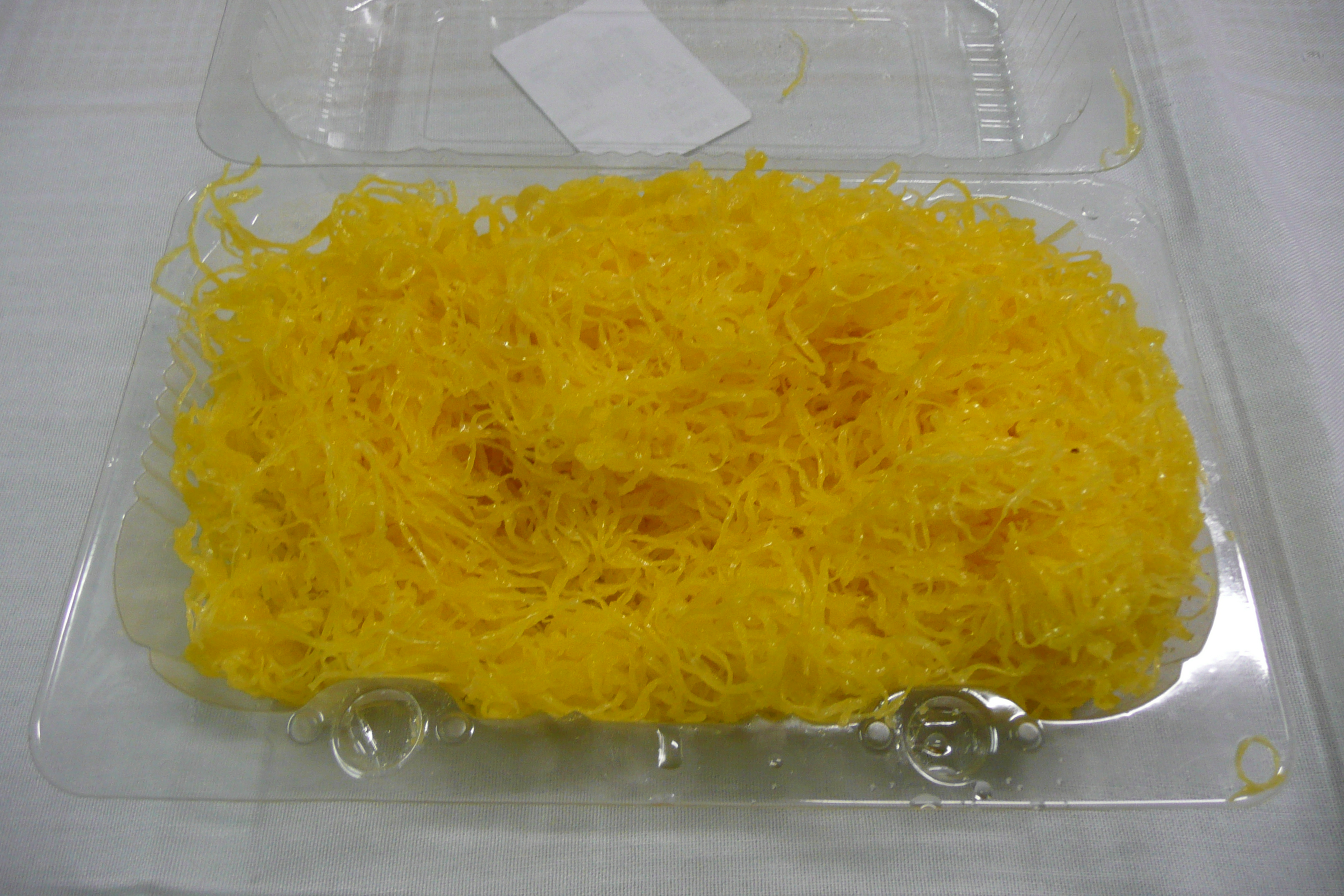
ブラジルのフィオシュ・ヂ・オヴォシュ
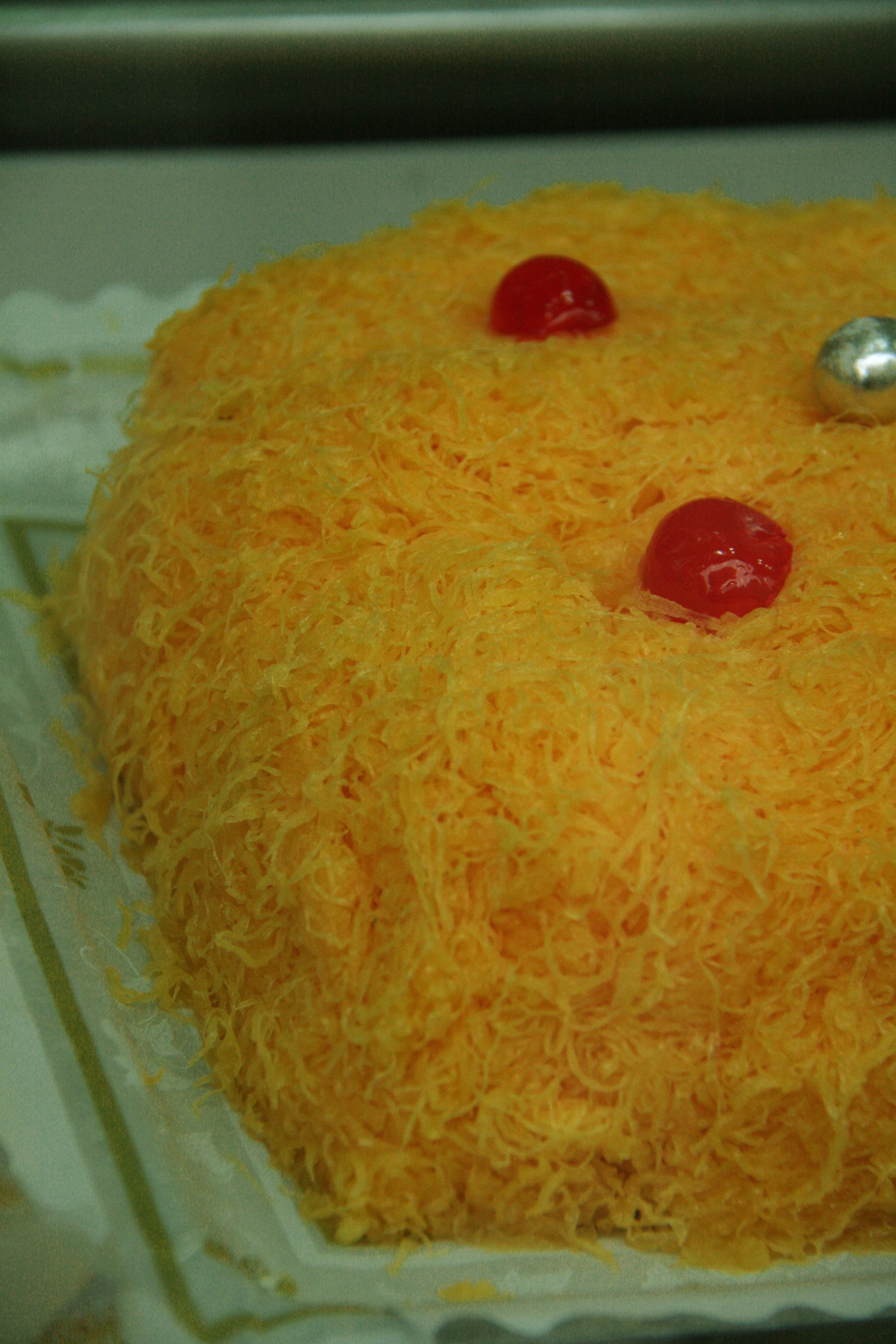
スペインのウエボ・イラド
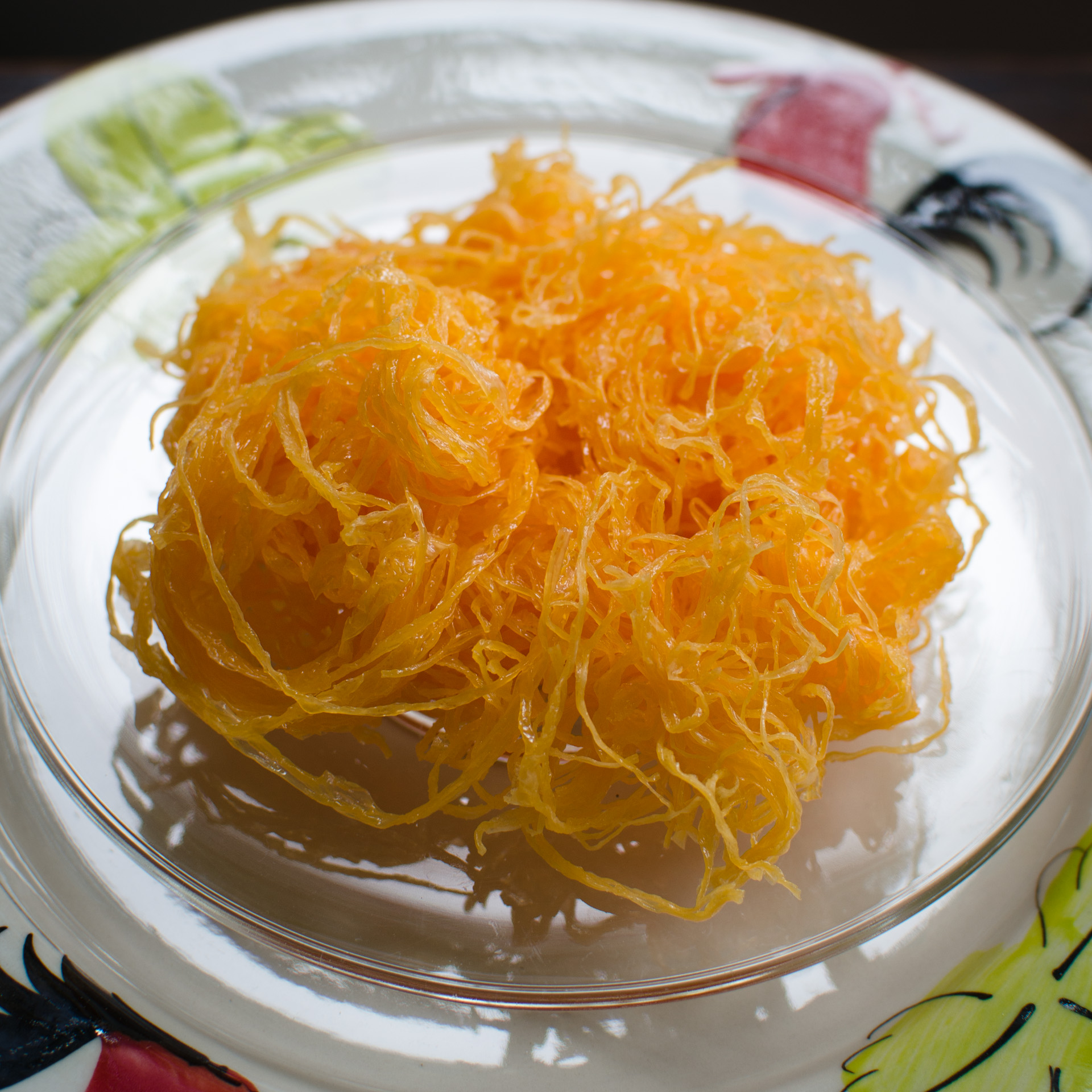
タイのフォーイ・トーン